# イオンモール三光
イオンモール三光（イオンモールさんこう）は、大分県中津市（旧・下毛郡三光村）に所在するイオンモール株式会社運営のショッピングセンター。
また、2008年より毎年9月に、から揚げの祭典「からフェス」が開催されている。
店内はバリアフリー対応となっている。

## 沿革

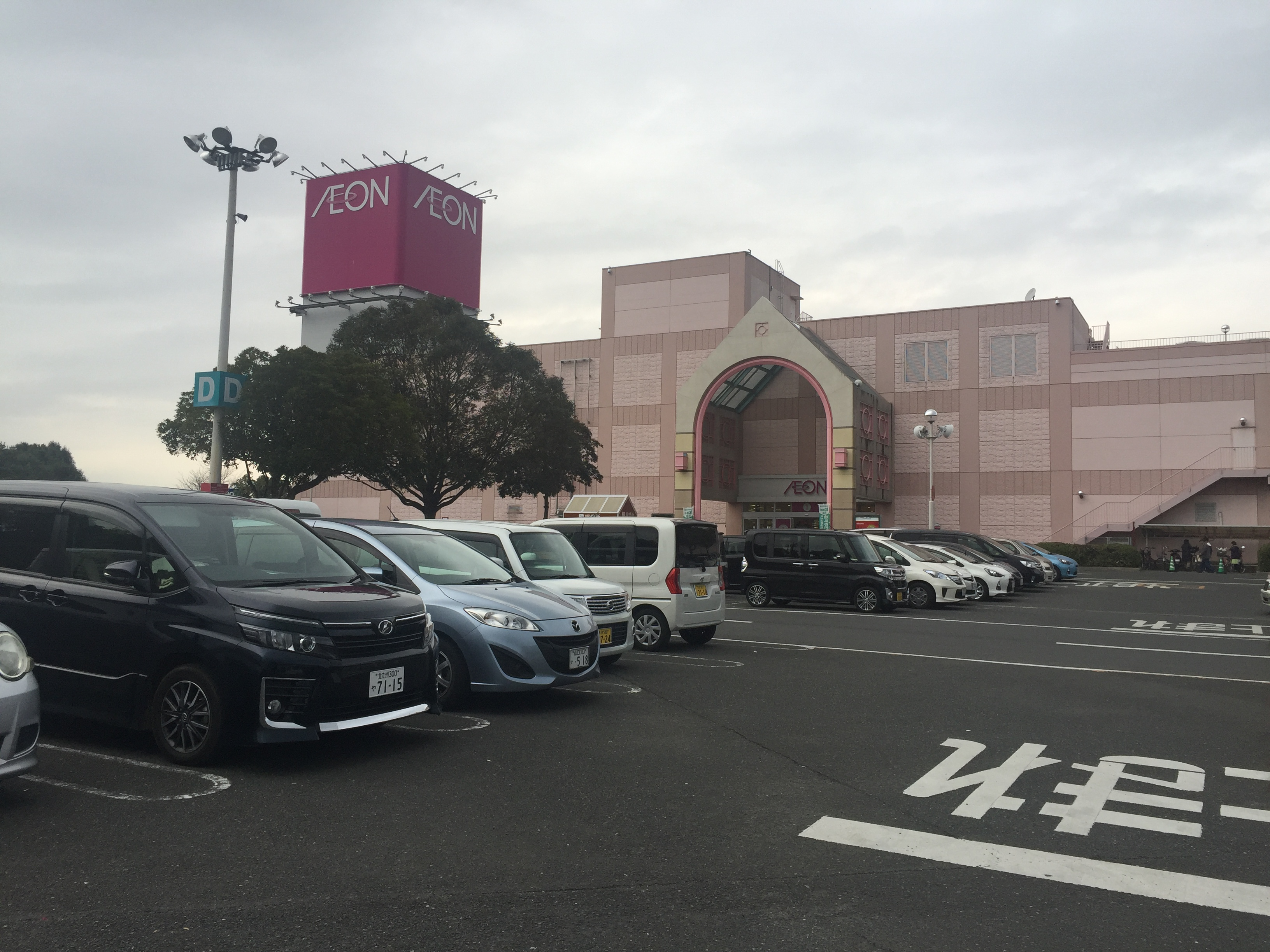
2016年にリニューアルする前のイオンモール三光

1996年 (平成8年) 12月7日、下毛郡三光村にイオン三光ショッピングセンターとしてオープン。
2003年3月21日に、ジャスコ三光店、ホームワイド三光店などをリニューアルオープン。
2007年9月22日に、施設名称がイオン三光ショッピングセンターからイオンモール三光に変更された。
2011年3月1日、イオンブランド統一により、ジャスコ三光店からイオン三光店に名称変更。
2016年8月20日をもってホームワイド三光店が閉店となり、同年12月2日にイオンモール三光をリニューアルオープンした。
2020年3月27日には8スクリーンの映画館「セントラルシネマ三光」が開館した。

## 主なテナント
核店舗のイオン三光店のほか、約90の専門店テナントが出店している。
出店テナント全店の一覧・詳細情報は公式サイト「ショップガイド」を、営業時間およびATMを設置する金融機関の詳細は公式サイト「営業時間・サービス案内」を参照。
1階
- イオン三光店（中核店舗）
  - 菊屋
  - 湖月堂
- COMME ÇA ISM
- 3can4on / pink adobe
- S.I2.C.（エス・アイ・ツー・シー）
- GAL FIT
- HUSHUSH
- ザ・ダイソー
- 未来屋書店
- ELLE PLANETE
- PALLETE PLAZA
- 西松屋
- スターバックス
- マツモトキヨシ
- サーティワンアイスクリーム
- のぞみ歯科
- レストラン街
  - マクドナルド
  - ミスタードーナツ
  - 庄屋
  - ポポラマーマ
  - 寿司めいじん
- だがし家ちゃりんこ
- ATMコーナー

2階
- イオン三光店（中核店舗)
  - モーリーファンタジー（アミューズメント）
- イオンホール（多目的ホール）
- THE CLOCK HOUSE
- ヴィレッジヴァンガード
- Right-on
- YOU'S LAND（アミューズメント）
- g.u.
- メガネのヨネザワ
- ガチャマンボゥ

シネマ棟
- セントラルシネマ三光（詳細は下記の#セントラルシネマ三光を参照。）

ガソリンスタンド
- ネクサスエナジー株式会社 三菱商事石油（2023年8月まで）→ENEOS（2023年9月から）（セルフガソリンスタンド

別棟 （B棟）
- ヤマダ電機 九州テックランド（B棟中核店舗）
- ビッグウッド（アウトレット家具）

## 過去に出店していた主なテナント
- オサダ
- ケーズデンキ（別棟、2007年1月25日閉店）
- ホームワイド（2016年8月20日閉店）
- だがしや夢や（2019年8月18日閉店）
- シュープラザ（2022年8月21日閉店）
- 珈琲館
- ヴィ・ド・フランス
- フードコート

2019年12月3日、セントラルシネマ三光のオープンに先駆けてフードコートをオープンした。しかし、2024年1月にはなまるうどん、ペッパーランチと次々と閉店し、1月20日に最後のテナントだった桝元が閉店し、1月23日にはわずか4年でフードコートが閉鎖された。
- - Quicktea （2019年12月3日開店、2022年閉店）
  - はなまるうどん（2019年12月3日開店、2024年1月8日閉店）
  - ペッパーランチ （2019年12月3日開店、2024年1月14日閉店）
  - 桝元 （2020年3月4日開店、2024年1月20日閉店）

## セントラルシネマ三光
セントラルシネマ三光（セントラルシネマさんこう）は、イオンモール三光シネマ棟に所在する映画館（シネマコンプレックス）。セントラル観光株式会社（代表：力武嘉壽子）が経営・運営する。

### 沿革
2019年1月24日、セントラル観光は「イオンモール三光」にシネマコンプレックスを開館させると発表した。同年6月3日には起工式が行われた。
当初は、2020年3月7日に開館予定だったが、同年2月以降には新型コロナウイルス感染症が流行し、開館が延期され、3月27日にグランドオープンした。
セントラルシネマ三光の開館により、中津市の映画館としては、2011年に中津シネマ（旧中津銀映）が閉館して以来9年ぶりの映画館復活となる。西日本で初めて全スクリーンに4Kレーザー映写機を導入した。

### 施設概要
- 所在地 - 大分県中津市三光佐知1032

イオンモール三光シネマ棟。
- 営業時間 - 9:00 - 22:00

| スクリーン | 座席数[23] | 備考      |
| ---------- | ---------- | --------- |
| 1          | 160        | 車イス2席 |
| 2          | 116        | 車イス2席 |
| 3          | 236        | 車イス2席 |
| 4          | 116        | 車イス2席 |
| 5          | 84         | 車イス2席 |
| 6          | 94         | 車イス2席 |
| 7          | 84         | 車イス2席 |
| 8          | 94         | 車イス2席 |

## アクセス

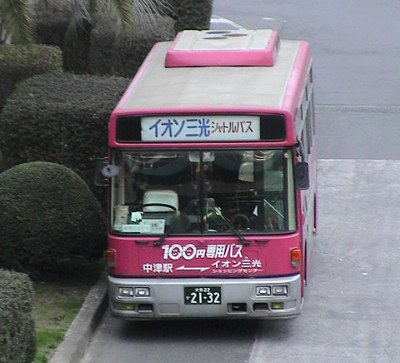
専用バス

中津駅から大交北部バスの専用バスで約15分。 至近には国道10号・国道212号・東九州自動車道（上毛PA/SIC）が通っている。福岡県上毛町からは上毛町コミュニティバスがあり、イオン三光に停車する。
詳細情報は公式サイト「アクセスガイド」を参照。　　

## 周辺施設
- ダイナム
- 中津市役所三光支所
- 中津ファビオラ看護学校
- 風の丘葬斎場
- 相原山首遺跡
- 道の駅なかつ
- 中津市立真坂小学校
- 中津市立三光中学校
- 上毛町立唐原小学校
- 大平樂
- 青の洞門